# 다나허 코퍼레이션
다나허 코퍼레이션(Danaher Corporation)은 1984년 스티븐 랠스(Steven Rales)와 미첼 랠스(Mitchell Rales) 형제가 설립한 미국의 글로벌 대기업이다. 워싱턴 D.C.에 본사를 두고 있는 이 회사는 의료, 산업, 상업용 제품과 서비스를 설계, 제조 및 판매한다. 다나허는 지속적인 개선과 효율성을 추구하는 일본의 린 제조 철학인 카이젠 원칙을 채택한 북미 최초의 회사 중 하나이다. 회사는 2024년 기준으로 785억 달러의 자산을 보유하고 있다.